# Troy (Kansas)
Troy é uma cidade localizada no estado americano de Kansas, no Condado de Doniphan.

## Demografia
Segundo o censo americano de 2000, a sua população era de 1054 habitantes.
Em 2006, foi estimada uma população de 1024, um decréscimo de 30 (-2.8%).

## Geografia
De acordo com o United States Census Bureau tem uma área de 1,9 km², dos quais 1,9 km² cobertos por terra e 0,0 km² cobertos por água. Troy localiza-se a aproximadamente 276 m acima do nível do mar.

## Localidades na vizinhança
O diagrama seguinte representa as localidades num raio de 20 km ao redor de Troy.